# クロスブレイス
株式会社クロスブレイス (Crossbrace Co.,Ltd) は、東京都港区のアスリート・指導者のマネジメント事業、エチオピア選手（陸上長距離）エージェント事業、スポーツ大会・イベント、スポーツコンテンツ（アスリート、指導者、文化人、スポーツイベントなど）のキャスティング、エチオピア事業 (TO.MO.CA.COFFEE) の日本国内での展開、輸出入などの貿易事業、農園の開設、商品サンプリング、プレイスメント、企画立案など企業PR事業を行う日本国内の企業である。

## 所属アスリート・文化人

### 現役アスリート
- 草野歩（ビーチバレー）
- 長谷川徳海（ビーチバレー）
- 長谷川暁子（ビーチバレー）
- 藤原新（陸上長距離）
- 成田秀将（アルペンスキー）

### スポーツ・文化人
- 櫛部静二（陸上長距離）
- 徳本一善（陸上長距離）
- 酒井俊幸（陸上長距離）
- 園原健弘（ランニングインストラクター）
- 高尾憲司（陸上長距離）
- 西田隆維（陸上長距離・俳優）
- 森本貴義（アスレチックトレーナー）
- 佐藤友祈（車いす陸上競技）
- M高史（ものまねアスリート芸人）
- 大迫あゆみ（ランニング食学検定アンバサダー。大迫傑の妻）
- SUI  (シンガーソングランナー・歌手)
- たむじょー (ランニング×コメディ YouTuber)